# Sannolikhetsteori

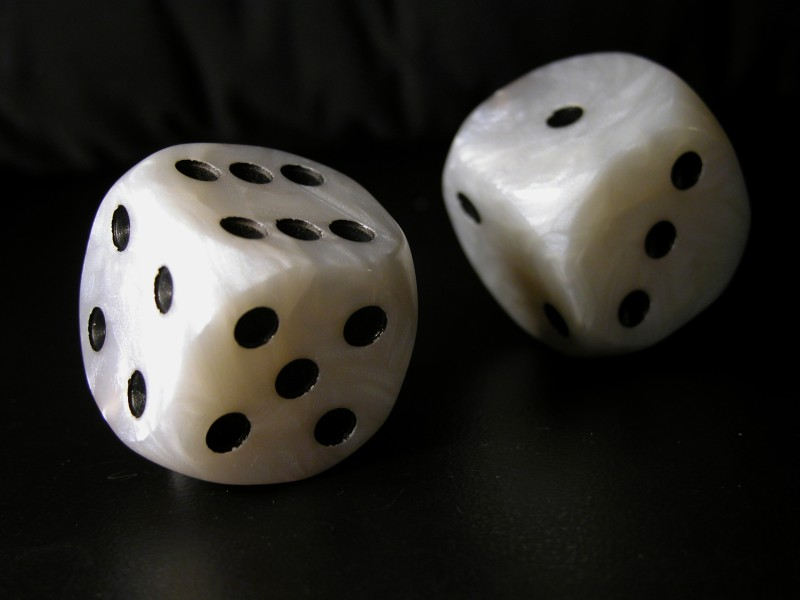
Utfallet av tärningskast är en stokastisk variabel som studeras i sannolikhetsteori.

Sannolikhetsteorin är en matematisk lära som innehåller olika metoder att beskriva och räkna slumpmässiga händelser. Händelser och utfall studeras ofta i form av sannolikhetsfördelningar som beskriver hur troligt ett utfall är.
Grunderna i sannolikhetsteorin är Kolmogorovs axiom, mängdläran och kombinatorik.

## Klassisk sannolikhetsteori
Sannolikhetsteorin har sitt ursprung i 1500/1600-talets Italien och Frankrike där den tillämpades för hasardspel, den första läroboken skrevs av italienaren Gerolamo Cardano. Andra matematiker som gjort stora insatser för sannolikhetsteorin är Blaise Pascal, Thomas Bayes, Pierre de Fermat, Jakob Bernoulli, Abraham de Moivre och Pierre-Simon de Laplace.
- Klassisk sannolikhetsdefinition
- Geometrisk sannolikhetsdefinition
- Kombinatorik
- Bayesiansk statistik

## Modern sannolikhetsteori
Ett problem med klassisk sannolikhetsteori är att man inte klassificerar händelser och sannolikhet med exakta matematisk koncept. När Georg Cantor formulerade mängdteori och Henri Lebesgue formulerade måtteori upptäckte en rysk matematiker Andrej Kolmogorov att man kan beskriva klassisk sannolikhetsteori med mängd- och måtteoretiska koncept, vilket ledde till sannolikhetsrummet.

### Sannolikhetsrum
Huvudartikel: Sannolikhetsrum
Det viktigaste begreppet inom modern sannolikhetsteori är det måtteoretiska begreppet sannolikhetsrum. Sannolikhetsrummet är en effektiv struktur eftersom man kan beskriva alla klassiska begrepp inom sannolikhet. Kolmogorov formulerade begreppet sannolikhetsrum med Kolmogorovs axiom:
- utfallsrummet är en mängd, {\displaystyle \Omega \,},
- händelser bildar en sigma-algebra, {\displaystyle {\mathcal {F}}} i {\displaystyle \Omega \,} och
- sannolikhet är ett mått, {\displaystyle \mathbb {P} \,}, definierad i {\displaystyle {\mathcal {F}}} så att utfallsrummet har sannolikhet ett: {\displaystyle \mathbb {P} (\Omega )=1.\,}

## Tillämpningar
Sannolikhetsteori har många tillämpningar inom andra vetenskaper, exempelvis behöver fysik och statistik ofta sannolikhet med teoretiska aspekter.